# Jan Prokopek Jensen
Jan Prokopek Jensen (født 2. april 1954) er politiker og tidligere socialdemokratisk borgmester fra  1997-2007 i Nordborg Kommune og fra 2007-2010  i Sønderborg Kommune Han blev genvalgt som byrådsmedlem i Sønderborg Kommune ved kommunalvalget i 2017.
Jan Prokopek Jensen er født og opvokset i Horsens. Han har arbejdet for told/skatte-væsnet i mange år. Har været gift med Laila siden 1979, og sammen har de to sønner.
Han er engageret i sport og foreningslivet på Als, ikke mindst i Guderup, hvor han støtter det lokale fodboldhold, Egen Ungdoms- & Idrætsforening. 